# اچ‌نوام‌اس فریتهیوف (۱۸۹۵)
اچ‌نوام‌اس فریتهیوف (۱۸۹۵) (به انگلیسی: HNoMS Frithjof (1895)) یک کشتی است که طول آن ۶۸٫۱۷ متر (۲۲۳ فوت ۸ اینچ) می‌باشد. این کشتی در سال ۱۸۹۵ ساخته شد.